# Batracomorphus sapobensis
Batracomorphus sapobensis är en insektsart som beskrevs av Quartau 1981. Batracomorphus sapobensis ingår i släktet Batracomorphus och familjen dvärgstritar. Inga underarter finns listade i Catalogue of Life.